# Harpullia cupanioides
Harpullia cupanioides là một loài thực vật có hoa trong họ Bồ hòn. Loài này được Roxb. mô tả khoa học đầu tiên năm 1824.